# Fogd a pénzt és fuss!
A Fogd a pénzt és fuss! (eredeti cím: Take the Money and Run) 1969-ben bemutatott amerikai film, amelyet Woody Allen írt és rendezett, valamint ő alakítja a főszerepet is.

## Cselekmény
|  | Alább a cselekmény részletei következnek! |

A film főszereplője egy piti bűnöző, Virgil Starkwell. A film – áldokumentarista eszközökkel – végigköveti Starkvell pályafutását gyerekkorától kezdve végső letartóztatásáig. A film a burleszkekből ismert eszközökkel, vizuális és verbális poénokkal mutatja be a szerencsétlen bűnöző sikertelen karrierjét, aki szappanból faragott pisztollyal akar megszökni a börtönből, és az ékszerboltból is csak egy értéktelen üveglapot sikerül elemelnie. 
|  | Itt a vége a cselekmény részletezésének! |

## Szereplők
| Színész          | Szerep                        | Magyar hang     |
| ---------------- | ----------------------------- | --------------- |
| Woody Allen      | Virgil Starkwell              | Kern András     |
| Janet Margolin   | Louise                        | Detre Annamária |
| Marcel Hillaire  | Fritz, a rendező              | Kautzky József  |
| Jacquelyn Hyde   | Miss Blair                    | Földessy Margit |
| Lonny Chapman    | Jake, az elítélt              |                 |
| Jan Merlin       | Al, bankrabló                 | Kiss Gábor      |
| James Anderson   | fegyenctelep parancsnoka      | Kiss Gábor      |
| Howard Storm     | Fred                          |                 |
| Mark Gordon      | Vince                         |                 |
| Micil Murphy     | Frank                         |                 |
| Minnow Moskowitz | Joe Agneta                    |                 |
| Nate Jacobson    | a bíró                        |                 |
| Grace Bauer      | nő a farmon                   |                 |
| Ethel Sokolow    | Starkwell mama                | Schubert Éva    |
| Dan Frazer       | Julius Epstein, a pszichiáter | Kaló Flórián    |
| Henry Leff       | Starkwell papa                | Miklósy György  |
| Mike O'Dowd      | Michael Sullivan              | Szoó György     |
| Louise Lasser    | Kay Lewis                     | Farkas Zsuzsa   |

## Érdekesség
- A filmben egy kisebb szerepben feltűnik Louise Lasser, aki 1966 és 1970 között Woody Allen felesége volt.
- Woody Allen így nyilatkozott a film szerkezetéről a róla szóló, Woody Allen: A Life in Film című könyvben: „A Fogd a pénzt és fuss! egy korai áldokumentumfilm. Az ötlet, hogy dokumentumfilmet készítsek, amit végül a Zeliggel tökéletesítettem, attól a pillanattól bennem volt, hogy elkezdtem filmezni. Úgy gondoltam, hogy ez megfelelő eszköz a vígjátékcsinálásra, mert a dokumentumfilm formátuma nagyon komoly, így egyből egy olyan területen kezdhetsz el dolgozni, ahol bármilyen apró dolog, amellyel felborítod a rendet, vidámságot teremt. (...) És így nevetésről nevetésre mesélheted el a történetet. A film minden hüvelykje azzal a céllal készült, hogy nevettessen.”
- A film egyes jeleneteit a San Quentin állami börtönben forgatták. Száz rab, némi juttatás fejében, részt vett a munkában. A filmesek bőrére minden reggel olyan pecsétet nyomtak, amely csak ultraviola fényben volt látható, így különböztették meg az őrök este azokat, akik kimehettek a börtönből.